# B-Boy Blues
B-Boy Blues ist ein Filmdrama von Jussie Smollett, das im November 2021 beim American Black Film Festival seine Premiere feierte und im Juni 2022 in das Programm von BET+ aufgenommen wurde. Der Film basiert auf dem gleichnamigen Roman von James Earl Hardy.

## Handlung
„Love takes off the masks that we fear we cannot live without and know we cannot live within.“

Der schwule Afroamerikaner Mitchell Crawford aus Brooklyn gehört der Mittelschicht an und arbeitet für ein Magazin. Eines Tages macht er bei der Arbeit die Bekanntschaft des in Harlem geborenen und aufgewachsenen Fahrradkuriers Raheim. Nach einem ersten Date, bei dem ihn der 24-Jährige ins Kino und zum Essen einlädt, verbringen die beiden ständig miteinander ihre freie Zeit, vorzugsweise im Bett, und Mitch verliebt sich in den jungen Mann.
Drei Wochen später sieht Mitchs sonst sehr ordentliche Wohnung wie ein Saustall aus, und er hat wegen der trauten Zweisamkeit seine Freunde völlig vernachlässigt. Zu einer anstehenden Geburtstagsfeier will er aber Raheim mitbringen. Als seine neue Eroberung an diesem Tag Mitchs Freunde Gene, B.D. und Babyface kennenlernt, kommt er topless dort an. Der Abend bei dem gemeinsamen Essen wird sehr nett, und Mitch und Raheim verhalten sich wie ein Pärchen. Ihr Umgang miteinander ist auch zuhause sehr liebevoll. Wenn Mitch von der Arbeit kommt, wartet Raheim bereits vor der Tür mit dem eingekauften Essen auf ihn, und einmal schenkt er ihm einen großen Teddy.
Als Mitch Raheims beste Freunde D.C. und Angel kennenlernt, kommt es jedoch zu Spannungen zwischen diesen, da sie aus völlig unterschiedlichen Welten stammen. Wenig später überrascht Raheim ihn, als er ihm seinen kleinen Sohn vorstellt, von dem Mitch bislang nichts wusste. Sie verbringen den Tag zu dritt, und am Abend erzählt Raheim, dass er früher auch mit Frauen Sex hatte. Als bisexuell will er sich aber deshalb nicht bezeichnen.
Als eines Tages Mitchs Bruder Adam unangekündigt vor dem Haus steht, lädt er die beiden zu einer Runde Basketball ein. Als die beiden Brüder hiernach gemeinsam ihrer Mutter einen Besuch abstatten, soll er ihnen erklären, warum er ihnen Raheim noch nicht vorgestellt hat. Sie stehen seiner Homosexualität locker gegenüber, kennen ihn und auch seine ganzen Exfreunde und merken, dass er noch nie mit jemandem so viel Zeit verbracht hat. Mitch aber stellt klar, Raheim sei nicht sein Freund. Dennoch wird er zu einer Gartenparty eingeladen, wo er die ganze Familie kennenlernt.

## Produktion

### Literarische Vorlage und Filmstab
Der Film basiert auf dem autobiografisch geprägten Roman B-Boy Blues von James Earl Hardy aus dem Jahr 1994. Hardy besuchte die Undergraduate School an der St. John’s University und machte 1993 seinen Abschluss an der Columbia Graduate School of Journalism. Er war für Essence und Newsweek tätig. Von 1992 bis 1994 schrieb er als Musikjournalist für Entertainment Weekly.

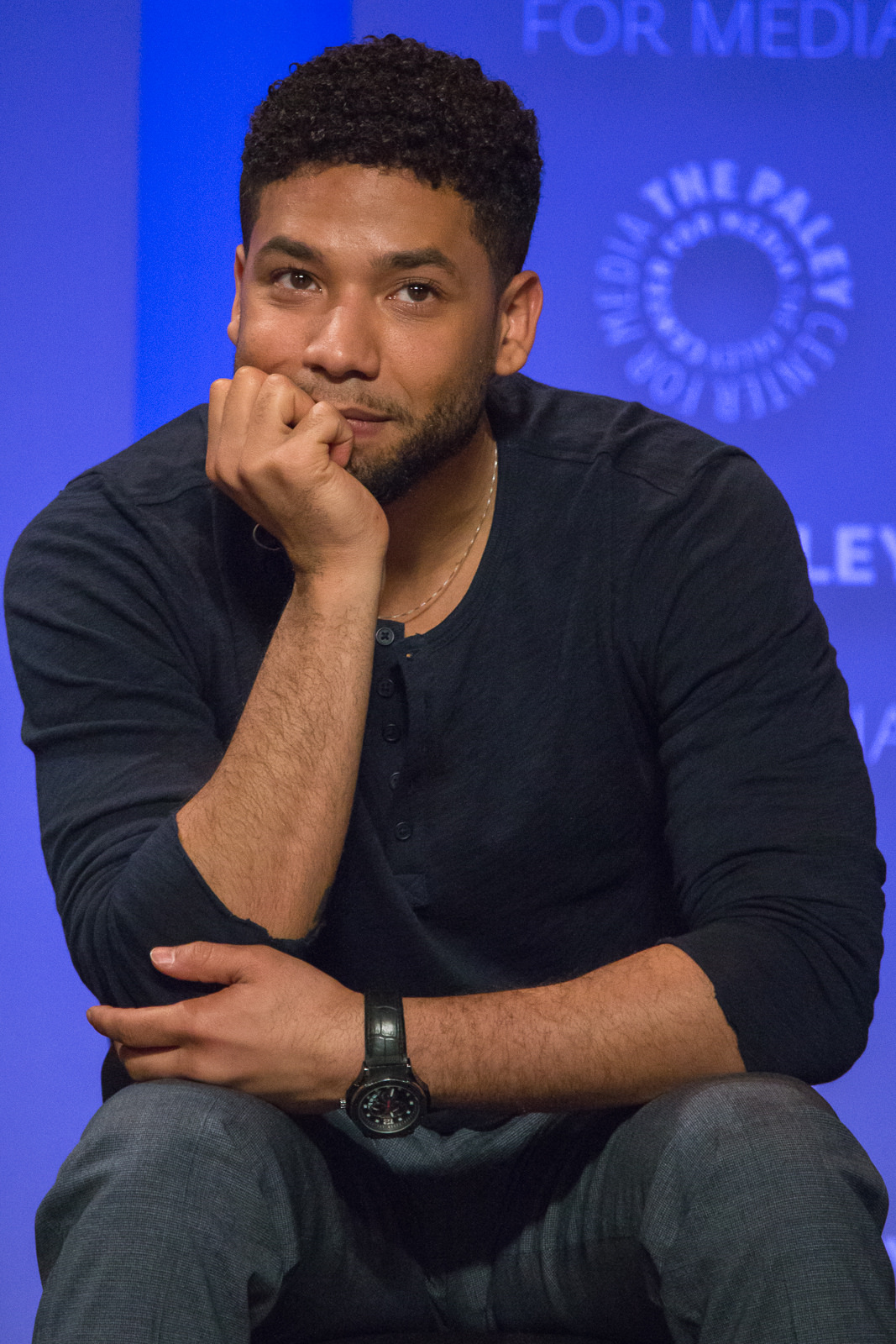
Regisseur Jussie Smollett

In B-Boy Blues lässt Hardy den 27-jährigen Journalisten Mitchell Crawford im Sommer 1993 in einer Schwulenbar in Greenwich Village auf den 21-jährigen, coolen und bedrohlich wirkenden Raheim Rivers treffen. Aus einer überwiegend mit heißem Sex ausgefüllten Liaison entwickelt sich jedoch schnell mehr. Mitchell erkennt, dass sich unter Raheims harter Schale ein weicher Kern verbirgt und der junge Mann ziemlich klug ist. Für seinen fünfjährigen Sohn ist Raheim zudem ein liebevoller Vater, auch wenn er sonst seine gewalttätige Ader nicht unter Kontrolle hat. Mitchell versucht ihn dazu bringen, seine Homosexualität zu akzeptieren, doch Raheim schlägt ihn hierfür fast bewusstlos.
B-Boy Blues wurde als erste schwule Hip-Hop-Lovestory gepriesen und befand sich im Jahr 1995 unter den Finalisten des Lambda Literary Award (Lammy). Hardy schrieb letztlich eine ganze B-Boys-Blues-Reihe, die sechs Romane und eine Kurzgeschichte umfasst. „B-Boy“ im Titel steht für Banjee-Boy, einen jungen Mann, der sich im Hip-Hop- oder Ghetto-Look kleidet. Der Begriff fand ab den 1980er Jahren überwiegend in New York City für schwule Schwarze und Latinos „in the hood“ Verwendung, die so ihre urbane Herkunft und harte Seite betonten, wie Raheim im Buch.
Der als Schauspieler und Sänger bekannte Jussie Smollett gibt mit B-Boy Blues sein Regiedebüt. Er adaptierte auch gemeinsam mit Hardy dessen Roman für den Film.

### Besetzung und Dreharbeiten
Der in der Vergangenheit überwiegend als Model arbeitende Timothy Richardson, der in Filmen wie The House Invictus und Gossamer Folds in Nebenrollen zu sehen war, spielt in der Hauptrolle Mitchell Crawford. Thomas Mackie spielt Raheim. Die R&B-Sängerin Ledisi spielt Crawfords Mutter Ann Walker, Brandee Evans seine Assistentin Michi. In weiteren Rollen zu sehen sind Broderick Hunter, Landon G. Woodson, Michael Jackson Jr., Marquise Vilson, Jabari Redd, Brian Lucas, Heather B., Eric R. Williams, Otis Winston, Tiesha Thomas, Jahleel Kamara, Andre Virgo, Ilara Phoenix Williams und Sampson McCormick.
Die Dreharbeiten fanden im Herbst 2020 in New York statt. Als Kameramann fungierte Joe 'Jody' Williams.

### Filmmusik und Veröffentlichung
Die Musik steuerte der Drummer Shajuan Andrews bei. Der Soundtrack für den Film wurde von Durand Bernarr zusammengestellt. Viele der verwendeten Musikstücke wurden auch von Bernarr geschrieben, einige andere von Smollett.
Die Premiere erfolgte im November 2021 beim American Black Film Festival. Am 9. Juni 2022 wurde der Film in das Programm von BET+ aufgenommen.

## Auszeichnungen
American Black Film Festival 2021
- Nominierung im Narrative Features Competition
- Auszeichnung in der Kategorie Fan Favorite Narrative Feature[7][8]